# Бабякова, Петра
Петра Бабякова (словац. Petra Babiaková, родилась 27 июля 1977 в Зволене) — словацкая хоккеистка, защитница.

## Карьера в сборной
Бабякова участвовала в составе сборной Словакии в Олимпийских играх 2010 года в Ванкувере, сыграв все пять матчей (по числу проведённых минут заняла 2-е место) и не набрав ни одного очка. Сыграла все три матча в квалификации к Олимпиаде-2010.
На чемпионатах мира Бремова играла девять раз на трёх уровнях, выступив впервые в 1998 году. Во втором дивизионе дебютировала в 2003 году, забросив две шайбы.

## Статистика в сборной
| Год  | Сборная  | Турнир                       | Игры | Голы | Передачи | Очки | Минуты штрафа |
| ---- | -------- | ---------------------------- | ---- | ---- | -------- | ---- | ------------- |
| 2003 | Словакия | Чемпионат мира (II дивизион) | 5    | 2    | 0        | 2    | 2             |
| 2004 | Словакия | Чемпионат мира (II дивизион) | 5    | 1    | 2        | 3    | 4             |
| 2005 | Словакия | Чемпионат мира (II дивизион) | 4    | 0    | 0        | 0    | 4             |
| 2007 | Словакия | Чемпионат мира (II дивизион) | 4    | 1    | 0        | 1    | 0             |
| 2008 | Словакия | Чемпионат мира (I дивизион)  | 5    | 0    | 1        | 1    | 10            |
| 2008 | Словакия | Олимпиада (квалификация)     | 3    | 0    | 1        | 1    | 4             |
| 2009 | Словакия | Чемпионат мира (I дивизион)  | 5    | 0    | 2        | 2    | 8             |
| 2010 | Словакия | Олимпиада                    | 5    | 0    | 0        | 0    | 2             |